# Rue Raymond
La rue Raymond est une rue du quartier des pentes de la Croix-Rousse dans le 1er arrondissement de Lyon, en France.

## Situation et accès
La rue commence boulevard de la Croix-Rousse, elle est traversée par la rue de Crimée et se termine en cul-de-sac. La circulation se fait dans le sens inverse de la numérotation et à double-sens cyclable avec un stationnement des deux côtés.

## Origine du nom
La rue doit son nom à Jean-Michel Raymond (1766-1837) chimiste inventeur d'une teinture de bleu pour la soie appelée bleu Raymond.

## Histoire

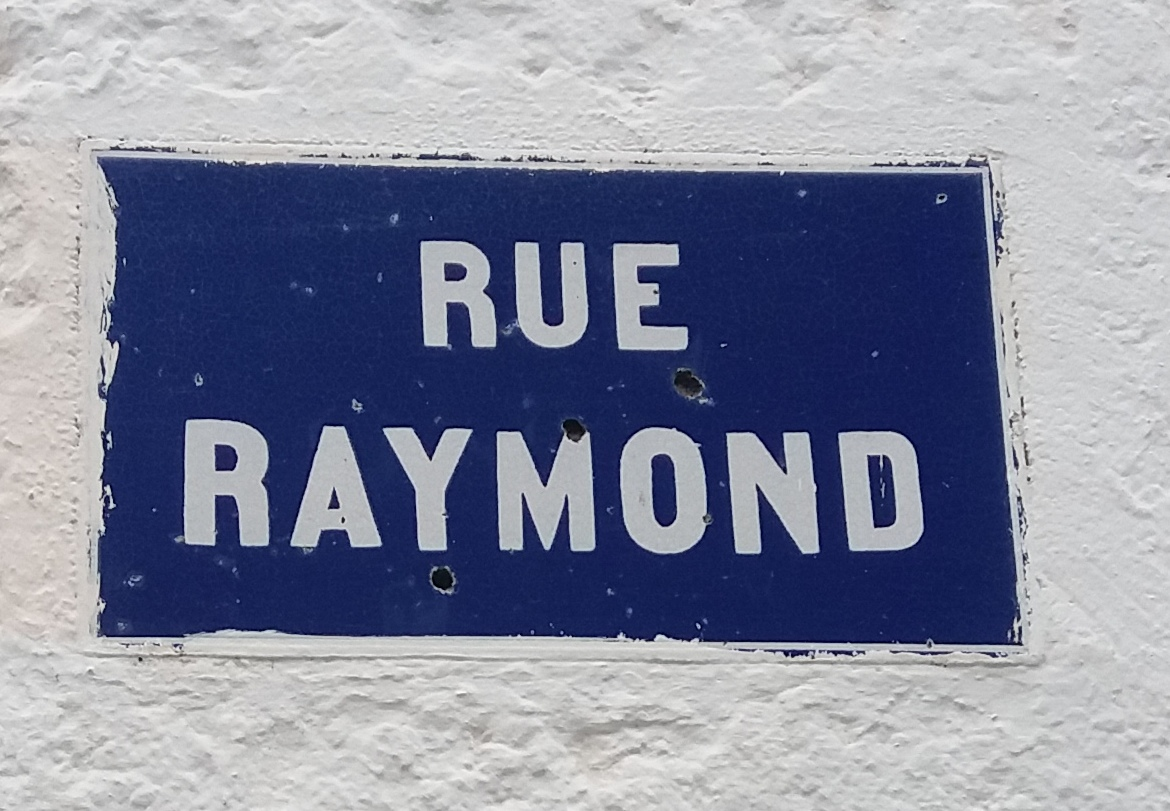
Plaque de rue.

Autrefois, de vastes propriétés sur les pentes de la Croix-Rousse portaient le nom de clos comme le Clos Riondel ou le Clos Flandrin. En 1847, après la mort de la propriétaire du Clos Flandrin, celui-ci est morcelé pour en faire des logements.
Au départ, les rues sont nommées par rapport au Clos Flandrin selon leurs orientations. La rue du Clos-Flandrin (actuellement rue de Crimée), la rue au centre du Clos-Flandrin (rue Rast-Maupas) et la rue au levant du Clos-Flandrin (rue Jean-Baptiste-Say). La rue au couchant du Clos-Flandrin reçoit le nom de rue Raymond par délibéré du conseil municipal du 30 avril 1858.